# Luxemburgo en los Juegos Olímpicos de Sochi 2014
Luxemburgo estuvo representado en los Juegos Olímpicos de Sochi 2014 por un deportista que competirá en esquí de fondo. Responsable del equipo olímpico fue el Comité Olímpico y Deportivo Luxemburgués, así como las federaciones deportivas nacionales de cada deporte con participación.
El portador de la bandera en la ceremonia de apertura fue el esquiador de fondo Kari Peters. El equipo olímpico luxemburgués no obtuvo ninguna medalla en estos Juegos.